# オフィスりぷる
株式会社オフィスりぷる（英称：OFFICE RIPPLE）は、テレビ番組の制作・企画を行う制作プロダクションである。
主に読売テレビの番組の制作協力を請け負っている。

## 役員
- 代表取締役社長 : 幸田敏哉

## 所属スタッフ
プロデューサー
- 幸田敏哉（社長兼任プロデューサー）

チーフディレクター
- 薮本和可
- 神川聡明

ディレクター
- 古川剛史

アシスタントディレクター
アシスタントプロデューサー
経理・総務

## 主な制作番組

### 現在
読売テレビ
- 大阪ほんわかテレビ
- 情報ライブ ミヤネ屋
- かんさい情報ネットten!
- 朝生ワイド す・またん!
- ウキキちゃんねる
  - ウキキのTV研究所

テレビ大阪
- おとな旅あるき旅

### 過去
読売テレビ
- 上沼恵美子のこんな夫婦どないしたらええねん!
- あさパラ!
- スタぴか! THOSE★AMAZING★KIDS!
- 週刊トラトラタイガース
- 開校!黒田アカデミー
- 鶴瓶上岡パペポTV
- ざまぁKANKAN!
- えみ・つるのあ!ウン!?
- あさリラ
- あさイチリラックス
- すっぴん
- オカンと娘
- オモシロ好奇心☆どろんぱ!
- ゲツキン!
- スタパー!!
- ムッチャDOLL箱 乙女の祈り
- あなわん
- ココリコの先生教育委員会
- 結婚密着ドキュメント・娘が嫁ぐ日涙の食卓SP
- 結婚密着ドキュメント・娘が嫁ぐ日涙の食卓SP2
- ますだおかだのコレイチ
- 上京娘ハイパー
- くるめ
- ナニワの芸人が闘魂注入!?高田、ヒロミ、勝村が頼むから勘弁してくれ大接待SP
- 西川きよし一家 ハワイ幸せ旅行
- RUSH BALL 2003 - 2008
- OSAKA ROCK CITY
- 真夏のロック的熱帯夜
- 20万人のロック!スカパラ・ケンコバのうん!…ん?
- ウラネタ芸能ワイド 週刊えみぃSHOW
- なるトモ!火曜日
- ウキキの教えて先生!
- 愛の修羅バラ!

毎日放送
- 南の島で暮らしてみたい!ニューカラドニアワクワク視察団

朝日放送
- クイズ!紳助くん
- 探偵!ナイトスクープ
- 上沼恵美子のおしゃべりクッキング
- ざこば・鶴瓶らくごのご
- ねごとの穴
- らぶどん!
- マンガ人間抱腹Z!!
- 山田雅人の心の旅
- ビーバップ!ハイヒール

関西テレビ
- おしゃれな夕はん
- 快傑えみちゃんねる
- 板東・八方ヨジキンTV
- 真夜中市場〜ハイヒールの眠れない夜〜
- イカロスの翼
- イカロスの風
- 昼あがり!どまんなか
- 関西テレビ放送開局50周年記念番組 感謝!感激!カンテーレ!50年だよ おかげさまスペシャル
- チュートリアルのチューして!
- 冒険チュートリアル

テレビ大阪
- チャクッテ
- ゲッパニ!
- 満点!しあわせテレビ
- 火曜スペシャル なにコレ!?
  - はじめての大冒険SP
  - 環状線2時間SP
- おはようパイナポー!
- トミーズ健ちゃん!台湾秘密指令
- GOGO!接待クッキング
- 壮大!オーストラリアゴールドコーストの旅〜世界遺産の森を歩いて〜

KBS京都
- 山田洋一のベストゴルフ
- 島田幸作のエンジョイゴルフ
- TVゴルフマガジン
- 偉人たちが見た京都を歩く〜幕末紅葉編〜

サンテレビ
- どこ行く?
- おねだりエンジェル
- ぐっじょぶ
- 究極の白ご飯弁当の旅in北海道

TBS
- 爆笑問題のバク天!
- ウォッチ!
- ベストタイム
- 儲かりマンデー!!
- がっちりマンデー!!
- ピンポン!
- スーパーフライデー
- 水トク!

フジテレビ
- これでいいのダ!日本列島あかるいニュース

テレビ朝日
- 爆笑問題&日本国民のセンセイ教えて下さい!
- よくある質問

## 関連会社
- 有限会社パワーステーション